# Yanbal
Yanbal es una compañía multinacional peruana de diseño, desarrollo, fabricación y venta directa de productos de belleza, cosméticos y cuidado personal. Fue fundada en Lima, Perú, en 1967.

## Historia
La compañía fue fundada en Perú en 1967 por Fernando Belmont y luego se le uniría su hermano menor Eduardo Belmont. Partiendo de una botica de su abuelo que luego gestionaría su padre, Fernando quiso retomar en Perú los modelos de venta directa de Avon y Mary Kay que observó en Estados Unidos. La empresa tuvo éxito y en 1977 abre Ecuador, 1978 abre Bolivia, en 1979 se establece en Colombia y en 1983 se abre México. Se dividió en 1988, cuando cada uno de los hermanos decidió emprender su propio negocio, quedando a cargo Fernando en Yanbal. 
La empresa operó la marca Unique, enfocado en un público local. En 2004 se construyó una nueva fábrica para la operación de la marca. En 2011, su hija Janine Belmont se hizo cargo de la presidencia de la empresa.

## Gestión
Al ingresar a EE. UU. (2015), adaptó productos a regulaciones FDA y perfumes a gustos multiculturales. En Europa (Italia, 2010), enfatizó sostenibilidad con envases reciclables, ganando certificación ECOCERT.
La compañía se basa en la venta de productos de belleza por catálogo. Sus principales competidoras son Belcorp, la empresa fundada por Eduardo Belmont en 1985, y la marca brasileña Natura. A partir de 2018, la empresa tiene presencia en nueve países: Perú, Colombia, Ecuador, Bolivia, Guatemala, México, España, Italia y Estados Unidos. En 2011, tuvo ventas estimadas en 720 millones de dólares. Forbes estima que el 95% de la compañía se encuentra en poder de Fernando Belmont.
Entre Colombia y Perú cuentan con cuatro fábricas propias, al sur de Francia tienen un centro de investigación de ingredientes; en Fort Lauderdale cuentan con un conglomerado de investigación y desarrollo para sus productos, dirigido por una química francesa; y en Manhattan tienen su centro de diseño para la bisutería, que finalmente producen en su fábrica de Colombia.
Para 2024 es la empresa de venta directa número 51 en el mundo, por ingresos.
Es una multinacional de cosméticos y cuidado personal que no testea en animales, sólo en voluntarios humanos.

## Producción industrial
Yanbal cuenta con 6 plantas industriales, 3 de las cuales son de perfumes. A nivel global, produce al rededor de 18 millones de unidades de perfumes. 40% en Perú, 40% en Colombia y el resto en Ecuador. Del 40% de la producción, aproximadamente un 15% es exportado a Bolivia. Desde Colombia se exporta a México, Guatemala, Estados Unidos y 
Tiene una planta especializada en joyería en Facatativá, Colombia.